# 西田中バスターミナル
西田中バスターミナル（にしたなかバスターミナル）は、福井県丹生郡越前町朝日1丁目にある福井鉄道のバスターミナルである。
本項では、前身にあたる福井鉄道鯖浦線（廃線）の西田中駅（にしたなかえき）についても解説する。

## 概要
国道417号の越前町役場東交差点から南に折れ約100 mに位置する。越前町役場からは南東約200 m。同町朝日地区を通る公共交通機関のほとんどが乗り入れる同町最大の交通拠点である。
福井鉄道及び京福バスの路線バス、福井交通のデマンド型交通「ほやほや号」、越前町のコミュニティバス「フレンドリー号」とデマンド型交通「チョイソコえちぜん」が乗り入れているが、のりばは1箇所に集約され、同じ場所に4本の停留所標識が立っている。バス転回地及び駐車スペース、約2.5 m四方の待合所、便所及び駐輪場がある。出札設備はない。

## 歴史
- 1926年（大正15年）10月1日：鯖浦電気鉄道の西田中駅が開業。
- 1945年（昭和20年）8月1日：鯖浦電気鉄道と福武電気鉄道が合併、福井鉄道鯖浦線の駅となる。
- 1972年（昭和47年）10月12日：当駅 - 織田間廃止。
- 1973年（昭和48年）9月29日：鯖浦線の全線廃止に伴い西田中駅が廃止。バスターミナルとなる。
- 2006年（平成18年）
  - 6月2日：越前町コミュニティバス運行開始に伴い乗り入れ開始。
  - 10月1日：京福バス乗り入れ開始。

## バス路線
福井鉄道
- 鯖浦線

2006年に他2事業者が乗り入れを開始し、バスターミナルとしての機能が大きく向上したが、従来からある同社の停留所名は「バスターミナル」の付かない「西田中」のまま変更していない。
京福バス
- 76 西田中・宿堂線

同社路線は越前町役場前を経由しないため、本ターミナルが役場最寄停留所となる。また同社の「西田中」停留所は本ターミナルから約800m離れた場所に別途あり、注意が必要。
福井交通
- 予約制フィーダー交通「ほやほや号」
  - 西田中ルート

バス停留所は京福バスと共通。
越前町
- 越前町コミュニティバス「フレンドリー号」
  - 環状ルート（右回り） - 宮崎コミュニティセンター・織田コミュニティセンター・泰澄の杜方面循環
  - 環状ルート（左回り） - 泰澄の杜・織田コミュニティセンター・宮崎コミュニティセンター方面循環
- 越前町デマンドタクシー「チョイソコえちぜん」
  - チョイソコあさひ号＜朝日区域＞

## ターミナル周辺
越前町朝日市街地の南端付近。北側には商店や公共施設、住宅が密集している。
- 国道417号
- 越前町役場
- 福井県丹南土木事務所 鯖江丹生分庁舎
- 鯖江警察署 丹生分庁舎（朝日交番、本部地域機動警察隊を併設）
- 鯖江・丹生消防組合 朝日分遣所
- 福井県立丹生高等学校

## 西田中駅
西田中駅（にしたなかえき）は、かつて福井県丹生郡朝日町朝日（現・越前町）にあった福井鉄道鯖浦線の駅（廃駅）である。

### 駅構造
相対式ホーム2面2線の地上駅。木造駅舎を有していた。

### 隣の駅
福井鉄道
鯖浦線
川去駅 - 西田中駅 - 佐々生駅